# الیه‌سر مونتس د اوکا
الیه‌سر مونتس د اوکا (انگلیسی: Eliecer Montes de Oca؛ زادهٔ ۲۸ مارس ۱۹۷۱) بازیکن بیسبال اهل کوبا بود.